# Università Statale di Ingegneria dell'Armenia
L'Università Statale di Ingegneria dell'Armenia (Հայաստանի ազգային պոլիտեխնիկական համալսարանը) è una università armena, con sede a Erevan. È l'erede dell'Istituto politecnico K. Marx che fu fondato nel 1933 con solo 2 facoltà e 107 studenti.
L'Università è cresciuta con l'industrializzazione dell'Armenia, arrivando al picco del suo sviluppo negli anni dal 1980 al 1985. In quel periodo l'università aveva 25.000 studenti, 66 specializzazioni ed era la più grande università dell'Armenia e una delle prime scuole d'ingegneria dell'Unione Sovietica.
Il 29 novembre 1981 l'Istituto politecnico di Yerevan fu rifondato e contestualmente rinominato, ricevendo il nome attuale.

## Facoltà
- Tecnologie chimiche
- Ingegneria ambientale
- Ingegneria meccanica e costruzione di macchine
- Elettrotecnica
- Cibernetica
- Energetica
- Ingegneria delle radiocomunicazioni e delle reti
- Informatica
- Matematica
- Metallurgia e ingegneria mineraria